# Auf dem Kreuzzug ins Glück – 125 Jahre Die Toten Hosen
Auf dem Kreuzzug ins Glück – 125 Jahre Die Toten Hosen ('En cruzada hacia la felicidad' en alemán) es un álbum de estudio doble del grupo alemán de punk rock Die Toten Hosen. Fue lanzado al mercado el 21 de marzo de 1990 por la discográfica Totenkopf, dependiente de Virgin Records. El título 125 Jahre... ('125 años') es una referencia a la suma de las edades de los miembros de la banda en el momento de su publicación.
El primer disco está formado básicamente por material original, junto con dos versiones en las que toca como músico invitado Honest John Plain, de la banda británica The Boys. El segundo CD contiene versiones, "caras B" de sencillos editados anteriormente y remixes, incluyendo versiones country de Liebesspieler y Opel-Gang, una interpretación reggae de Mehr davon o un rap basado en Eisgekühlter Bommerlunder. Se extrajeron tres sencillos del disco: Alles wird gut, Azzurro y All die ganzen Jahre. 
Auf dem Kreuzzug ins Glück, que alcanzó el primer puesto en la lista alemana de ventas de discos, fue remasterizado y relanzado con temas extra en 2007, obteniendo la certificación de disco de oro.

## Portada
La portada y contraportada son una pintura del artista germano-neerlandés Andreas Kopp que representa una batalla en un paisaje nevado. Los miembros de la banda aparecen vestidos como soldados de la época napoleónica. Campino está en el centro, ondeando una bandera rasgada de Die Toten Hosen con el mismo diseño que la que se muestra en la portada de Unter falscher Flagge. Tras ellos, yacen los cadáveres de Jimi Hendrix, Elvis Presley y Sid Vicious. Sobre una rama cuelgan las gafas de John Lennon.

## Lista de canciones

### Edición original de 1990
CD 1:
1. Auf dem Kreuzzug ins Glück ("En cruzada hacia la felicidad") − 1:58 (Intro; música: Frege, von Holst, Meurer)
2. Alles wird gut ("Todo irá bien") − 3:36 (música: v. Holst / letra: Frege)
3. Glückspiraten ("Piratas de la felicidad") − 4:20 (Meurer / Frege)
4. Fünf vor zwölf ("Doce menos cinco") − 3:12 (Meurer / Frege)
5. Geld $ Gold (Darfs ein bisschen mehr sein?) ("Dinero $ oro (¿Podría ser un poco más?)") − 3:37 (v. Holst / Frege)
6. First Time ("Primera vez") − 3:01  versión de The Boys (Plain / Plain)
7. Keine Chance für die Liebe ("Sin oportunidad para el amor") − 3:39 (Frege / Frege)
8. Die Opel-Gang Teil II ("La banda del Opel parte II") − 4:29 (Breitkopf / Frege)
9. Streichholzmann ("Hombre de las cerillas") − 3:26 (Breitkopf / Frege)
10. All die ganzen Jahre ("Todos estos años") − 3:18 (Frege / Frege)
11. Sein oder Nichtsein ("Ser o no ser") − 4:41 (Rohde / Frege)
12. New Guitar In Town ("Nueva guitarra en la ciudad") − 3:23  versión de The Boys (Plain / Stride)
13. Schönen Gruß, auf Wiederseh'n ("Un saludo, hasta luego") − 3:41 (Rohde / Frege)

CD 2
1. Hip Hop Bommi Bop (Tap Into America-Mix) − 4:18 Breitkopf, Frege, v.Holst, Meurer, Trimpop / Meurer Trimpop)
2. Achterbahn ("Montaña rusa") − 3:35 (Rohde / Frege)
3. Der Auftrag ("La misión") − 5:06 (Breitkopf / Frege)
4. 1.000 Nadeln ("1.000 agujas") − 2:40 (Meurer / Frege)
5. Mehr davon (Dreadlock-Mix) ("Más de eso") − 4:25 (v. Holst / Frege)
6. Im Jet-Grill − 2:05 Text: Breitkopf, Frege, Meurer
7. Azzurro ("Azul") - 2:32  Versión de Adriano Celentano (Conte / Pallavicini)
8. Liebesspieler (High-Noon-Mix) ("Jugador del amor") − 3:28 (Breitkopf, Frege / Frege)
9. Opel-Gang (Trucking-Mix) ("Banda del Opel") − 2:29 (v. Holst, Frege / Breitkopf, Frege, v. Holst, Meurer, Trimpop)
Willi - ein Verlierer ("Willi - un perdedor"; drama en tres actos) con Gerhard Polt y el Biermösl Blosn)
10. Fungizide – Genetisch versaut ("Fungicida – Genéticamente fracasado") − 1:17 (letra: Gerhard Polt)
11. Willi muß ins Heim ("Willi debe ir a casa") − 2:32 (medley: arreglos: Frege)
12. Der Besuch ("La visita") − 1:17 (Polt)
13. Willi's weiße Weihnacht ("La blanca Navidad de Willi") − 3:34 (Breitkopf, Frege, v. Holst, Meurer, Trimpop / Frege)
14. Pubertät/Der Urlaub ("Pubertad/Las vacaciones") − 1:16 (Polt)
15. Willi's tiefer Fall ("La profunda caída de Willi") − 3:00 Frege / Frege
16. Der Polizist/Der Analphabet ("El policía/El analfabeto") − 1:18 (Polt)

### Canciones adicionales de la edición remasterizada de 2007
CD 1
1. Fernsehen ("Televisión") − 3:47  (Frege / Hanns Christian Müller)
2. Traumfrau ("Mujer de ensueño") − 2:21  ( Meurer / Frege)
3. Abitur ("Abitur") − 1:47  ( Breitkopf / Frege)
4. Herzlichen Glückwunsch ("Felicidades") – 2:03  ( von Holst / Frege)
5. Dr. Sommer ("Dr. Verano") − 1:57  ( Breitkopf / Frege)
6. Feinde ("Enemigos") − 2:20  ( Frege / Frege)
7. Yeah, Yeah, Yeah − 2:00  ( Cover von The Rezillos)
8. Vor dem Sturm ("Antes de la tormenta") − 3:53  (Rohde / Frege)
9. Altstadt hin und zurück ("A la Altstadt ida y vuelta") − 2:11  (Breitkopf, Frege, von Holst, Rohde / Breitkopf, Frege, von Holst, Rohde)
10. Maßanzug ("Traje a medida") − 2:54 (Frege, Müller / Müller, Frege) (BSO de la película Langer Samstag)
11. Kitsch ("Kitsch") − 3:53  (Breitkopf / Frege)

CD 2
1. Glückspiraten − 4:23  (Meurer / Frege)
2. Wahre Liebe ("Amor verdadero") − 3:38 (Rohde / Frege)
3. Opel-Gang Teil II − 4:56 (Breitkopf / Frege)
4. Sein oder Nichtsein − 3:59  (Rohde / Frege)
5. Geld $ Gold (Darfs ein bisschen mehr sein?) − 4:13  (von Holst / Frege)
6. Fernsehen − 3:14 (Frege / Müller)
7. All die ganzen Jahre − 3:18 (Frege / Frege)
8. Steht auf zum Gebet ("En pie para la oración") − 1:58  (Frege / Frege)

### Comentarios sobre algunas canciones
El popurrí Willi - ein Verlierer es una historia satírica con letra de Gerhard Polt. La banda de cabaret bávara Biermösl Blosn realizó los arreglos musicales y la grabación tuvo lugar en el estudio del productor de Polt, Hanns Christian Müller. Müller, también director de cine, incluyó otra canción de Auf dem Kreuzzug ins Glück, Maßanzug, en la banda sonora de su película de 1992 Langer Samstag.
La canción Schönen Gruß, auf Wiederseh'n describe una descontrolada fiesta juvenil en una casa, que es interrumpida súbitamente por los padres del anfitrión. En 1993 el grupo español Reincidentes publicó en su disco Sol y rabia una versión de la canción con letra en castellano titulada Jartos d'aguantar. En la versión de Reincidentes, la letra habla de problemas sociales. En alguna ocasión los dos grupos han cantado conjuntamente la canción en directo.
En las versiones First Time de The Boys y New Guitar In Town de The Lurkers canta Honest John Plain, autor de ambas. Los gemidos que se oyen en la primera son obra de Monique Maasen, de la banda de Düsseldorf Asmodi Bizarre. Ambas fueron grabadas en Düsseldorf en menos de dos días. John Plain acompañó a los Toten Hosen durante la gira de presentación de Auf dem Kreuzzug ins Glück, interpretando en vivo los dos temas. En dicha gira también participaron en algunos conciertos otros artistas invitados como The Lurkers y Peter and the Test Tube Babies. Cabe destacar que de la canción First Time también existe una versión en castellano; se titula El avestruz y es obra de la banda punk La Polla Records.